# Метод на Нютон
Методът на Нютон (или метод на Нютон-Рафсън) е алгоритъм, използван за намиране на приблизителни стойности на корените на реални функции. Той използва поредица от последователни все по-точни приближения, до достигане на търсената точност на решението. Започва се със стойност, относително близка до истинското решение. Функцията се замества с нейната тангента в тази точка и се изчислява стойността на аргумента, при която тангентата пресича нулевата линия. Тази точка се приема за нова изходна стойност и методът се повтаря итеративно.

## Примери

### Квадратен корен от число
Да разгледаме задачата за намиране на квадратен корен от число. Има много начини за изчисляването на корени и Нютоновият метод е един от тях.
Например, ако трябва да се намери квадратен корен от 612, това е еквиваленстно на намирането на решенията на
{\displaystyle \,x^{2}=612}
Тогава функцията, която ще използваме за метода на Нютон е
{\displaystyle \,f(x)=x^{2}-612}
с производна,
{\displaystyle f'(x)=2x.\,}
С начална стойност 10, редицата получена по метода на Нютон е
{\displaystyle {\begin{matrix}x_{1}&=&x_{0}-{\dfrac {f(x_{0})}{f'(x_{0})}}&=&10-{\dfrac {10^{2}-612}{2\cdot 10}}&=&35.6\quad \quad \quad {}\\x_{2}&=&x_{1}-{\dfrac {f(x_{1})}{f'(x_{1})}}&=&35.6-{\dfrac {35.6^{2}-612}{2\cdot 35.6}}&=&{\underline {2}}6.3955056\\x_{3}&=&\vdots &=&\vdots &=&{\underline {24.7}}906355\\x_{4}&=&\vdots &=&\vdots &=&{\underline {24.7386}}883\\x_{5}&=&\vdots &=&\vdots &=&{\underline {24.7386338}}\end{matrix}}}
Подчертаните цифри са коректни числа. Само с няколко итерации може да се намери решение, с точност много цифри след запетаята.

### Решение на неполиномни уравнения
Да разгледаме задачата за намиране на положителното число x, удовлетворяващо уравнението cos(x) = x3. Можем да запишем израза така, когато търсим корените му: f(x) = cos(x) − x3. Имаме f'(x) = −sin(x) − 3x2. Тъй като cos(x) ≤ 1 за всяко x и x3 > 1 за x > 1. Знаем, че нашият корен се намира между 0 и 1. Ще опитаме с начална стойност x0 = 0.5. (Забележете, че при начална стойност 0 ще се получи неопределен резултат, което показва важността от използването на начална точка, която е близо до нулата.)
{\displaystyle {\begin{matrix}x_{1}&=&x_{0}-{\dfrac {f(x_{0})}{f'(x_{0})}}&=&0.5-{\dfrac {\cos(0.5)-(0.5)^{3}}{-\sin(0.5)-3(0.5)^{2}}}&=&1.112141637097\\x_{2}&=&x_{1}-{\dfrac {f(x_{1})}{f'(x_{1})}}&=&\vdots &=&{\underline {0.}}909672693736\\x_{3}&=&\vdots &=&\vdots &=&{\underline {0.86}}7263818209\\x_{4}&=&\vdots &=&\vdots &=&{\underline {0.86547}}7135298\\x_{5}&=&\vdots &=&\vdots &=&{\underline {0.8654740331}}11\\x_{6}&=&\vdots &=&\vdots &=&{\underline {0.865474033102}}\end{matrix}}}
Верните числа са подчертани в примера по-горе. В частност x6 е с точност до всички показани позиции след запетаята. Виждаме, че броя на правилните числа след десетичната точка нарастват от 2 (за x3) до 5 и 10, показвайки квадратната сходимост.